# Inscription d'Uthman ibn Affan
 (août 2025).
L' inscription d'Uthman Ibn Affan est une inscription en pierre découverte en 2020 sur le site archéologique du palais d'Alia, situé dans la province de La Mecque, en Arabie saoudite, site inscrit au registre national des antiquités.

## Inscription

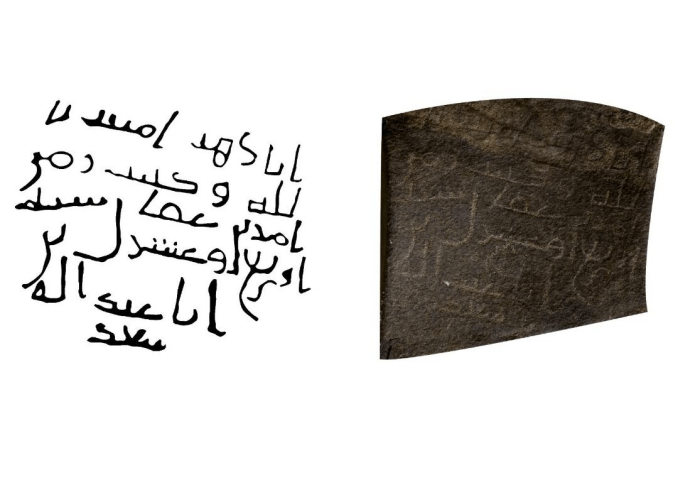
Transcription (à gauche), inscription originale (à droite)

Cette inscription est le troisième plus ancien document rupestre islamique daté. Son contenu semble similaire à celui de l'inscription de Zuhair (Naqsh Zuhair, découverte dans le gouvernorat d'Al-Ula, dans la province de Médine, en Arabie saoudite, où l'auteur a consigné la date de la mort du calife Omar ibn Al-Khattab. L'origine des deux inscriptions remonte à l'an 24 de l'Hégire, soit entre 644 et 645 après J.-C.
Selon une analyse détaillée, on peut lire le texte suivant gravé sur la pierre :
« Moi, Zuhayr, je crois en Dieu et écris à l'époque (du) — commandant Uthman ibn Affan en l'an vingt-quatre. » 